# 米亞里
米亞里（Miary）為位在馬達加斯加的城鎮，由阿齊莫-安德列發那區圖利亞拉二縣（Toliara II District）管轄。2001年人口普查估計該城鎮人口約有6,000人。
該城鎮的教育機構設有小學和初級中學。農業和畜牧業為該城鎮主要的產業，各佔勞動人口的40%。棉花和木薯為該城鎮最主要的作物，而其他主要作物還有甘蔗以及玉米等。另外從事服務業的居民佔該城鎮勞動人口的20%。